# Engiadinès
L'engiadinès és format per dos dels cinc dialectes del romanx, l'aplec de parlars romanxos orientals que comprèn l'alt engiadinès i el baix engiadinès. Aquests parlars són designats també pels seus locutors pel nom de ladí, terme coincident amb el nom ladí de les varietats del retoromànic parlades a diverses valls de les províncies italianes de Bozen, Trento i Belluno, amb les quals no s'ha de confondre. Es distingeix dels altres dialectes, entre altres elements, per la retenció de les vocals anteriors i arrodonides /y/ i /ø/ (escrites ü i ö), que han esdevingut /i/ i /e/ en els altres dialectes.
L'alt engiadinès (anomenat en romanx puter) és una variant dialectal del romanx pròpia de l'Engiadina Alta, a la part oriental del cantó suís dels Grisons. És la primera que va ser escrita i és una de les varietats romanxes amb més tradició literària, i en el segle xix, quan era la variant més parlada. Fou prestigiosa essent la llengua de la zona de turisme aristocràtic al voltant de San Murezzan. El terme puter sembla que deriva de put (farinetes), volent significar menjadors de farinetes
El baix engiadinès (anomenat en romanx vallader i valader en engiadinès) és una varietat del romanx pròpia de l'Engiadina Baixa, a la part oriental del cantó dels Grisons, essent el dialecte amb més parlants actualment i una de les bases de l'actual llengua estàndard, juntament amb el sobreselvà i el surmiran.